# Transdev Sénart
Transdev Sénart gère le réseau de bus de Sénart, qui a remplacé début 2021 les réseaux Sénart Bus et Sénart Express. Ils desservent très majoritairement l'agglomération de Sénart, à cheval sur le département de l'Essonne et sur celui de Seine-et-Marne. Une ligne express dessert également une infime partie des Hauts-de-Seine et trois arrondissements de Paris. Cet établissement est exploité en grande partie par Transdev dont le principal siège social se situe à Lieusaint (Seine-et-Marne) et dont son dépôt secondaire est à Cesson (Seine-et-Marne) ainsi que par TCC (Transports en commun de Combs-la-Ville), filiale créée par Transdev, dont le dépôt se situe à Combs-la-Ville.

## Société
La société, dont le siège est situé rue René-Cassin à Lieusaint en Seine-et-Marne, a la forme d'une société anonyme (SA), sous le nom de Transdev Île-de-France, immatriculée au registre du commerce et des sociétés (RCS) de Melun, sous le numéro 383 607 090 du système d'identification du répertoire des entreprises (SIREN). C'est un établissement secondaire de Transdev Île-de-France dont le siège, situé à Issy-les-Moulineaux, est immatriculé au RCS de Nanterre.

## Histoire
Depuis décembre 2011, l'établissement s'adapte aussi aux conditions météorologiques pendant la période d'hiver (neige, verglas…). Un réseau de substitution Neige a été créé afin de pouvoir desservir continuellement les axes principaux comme une grande partie de l'agglomération de Sénart mais aussi les villes de Corbeil-Essonnes et d'Évry (principalement les gares RER). Les itinéraires des lignes Neige se sont adaptés pour éviter les routes particulièrement dangereuses en cas de chutes de neige ou de pluie verglaçante (pentes, routes ombragées ou en mauvais état…).
En 2016, les réseaux gérés par l'établissement sont composés de 42 lignes régulières dont sept lignes scolaires, deux lignes pour les parcs d'activités, 22 lignes en service normal, quatre lignes express, cinq lignes des dimanches et jours fériés, la ligne CPSF (Centre pénitentiaire sud-francilien) reliant directement la gare de Savigny-le-Temple - Nandy (RER D) au Centre pénitentiaire sud-francilien situé à Réau et la ligne T Zen 1 reliant la gare de Lieusaint - Moissy (RER D) à la gare de Corbeil-Essonnes (RER D). Toutes ces lignes desservent au total 30 communes dont 12 font partie de la ville nouvelle de Sénart.

## Centres de maintenance

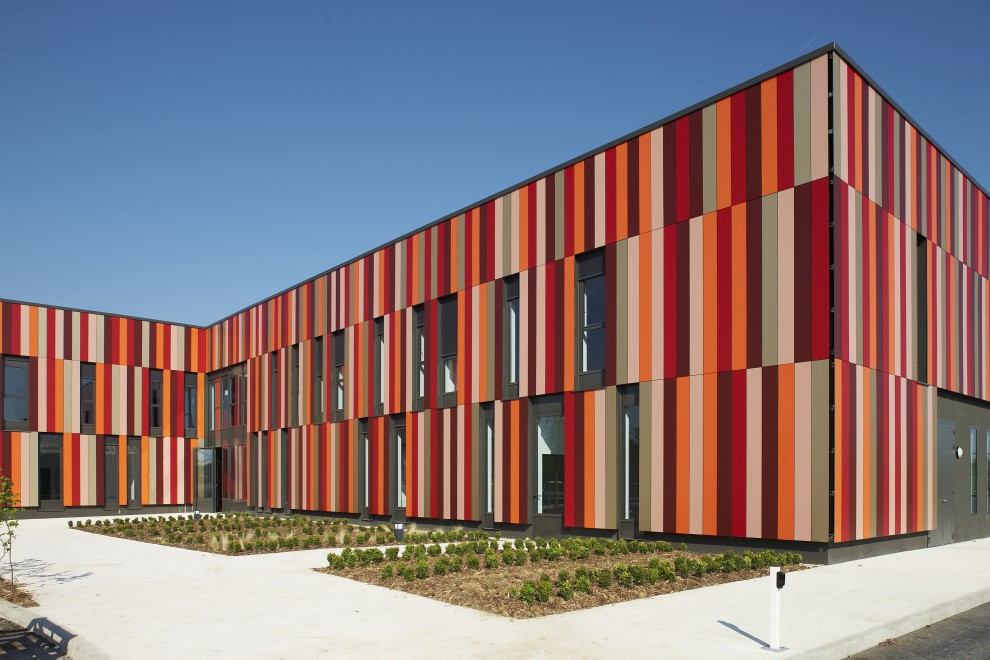
Centre de maintenance situé à Lieusaint

Le premier centre de maintenance et de remisage des autobus et autocars de l'établissement, livré au printemps 2011, se situe à Lieusaint. D'une étendue de 28 000 m2, cet atelier permet l'entretien de 51 autobus dont 12 bus T Zen nécessaires à l'exploitation de la ligne T Zen 1, 28 autobus du réseau Sénart Bus (dont 23 autobus standards, 1 autobus de moyenne capacité, 2 autobus de petite capacité, et 3 autobus articulés) ainsi que 10 autocars du réseau Sénart Express en provenance de l'ancien dépôt situé à Moissy-Cramayel. Il accueille plus d’une centaine de salariés, dont les agents de conduite.
Le site permet ainsi à la fois le remisage, l’entretien courant (station-service, lavage, nettoyage…), la maintenance des bus, le stationnement des véhicules du personnel, la gestion du personnel et du réseau, ainsi que des « relations clients ». Le centre de contrôle et de régulation du réseau de bus de Sénart et de la ligne T Zen 1 est également présent sur le site. Le site dispose d'un atelier de 1 400 m2 disposant de nombreux équipements performants avec, parmi eux, une cabine de peinture de 18 mètres de dernière génération ainsi qu’un cadre de redressage. L'atelier dispose également d'une fosse sécurisée, d'un pont de levage et de boîtiers multi-énergies.
Conçu pour accueillir et entretenir les véhicules de la flotte de l'établissement, ce bâtiment est un modèle de conception « verte », afin d’approcher au plus près les objectifs de Haute Qualité Environnementale, en déclinant les différentes facettes du développement durable : énergie renouvelable, récupération d’eau, qualité environnementale des matériaux, exposition et lumière, végétalisation… Plus performant que les exigences imposées par la réglementation thermique (RT 2005), le centre de maintenance respectera toutes les normes pour les personnes handicapées.
L’orientation et l’organisation du bâtiment ont été conçues pour capter un maximum de lumière naturelle, ce qui explique l'installation d'un bardage translucide pour couvrir les ateliers. Les toitures des bureaux et des ateliers ont été végétalisées afin d'apporter une meilleure inertie thermique, favorisant notamment le confort en été et permettant la rétention, le filtrage et la récupération des eaux de pluie. Des panneaux solaires thermiques ont été intégrés à la toiture surplombant les bureaux pour couvrir les besoins en eau chaude des vestiaires. Le gaz naturel, énergie fossile la moins polluante, a été retenu pour assurer le chauffage des locaux, par radiateurs dans la partie administrative et par radiants à gaz dans la partie maintenance. Un soin particulier a été apporté au renouvellement d’air assuré par une ventilation double-flux avec récupération d’énergie. Enfin, un séparateur à hydrocarbures permet le traitement des eaux souillées.
Le second centre de maintenance et de remisage des autobus et autocars de l'établissement est le dépôt secondaire Transdev situé sur la commune de Cesson. Cet atelier permet l'entretien de 37 bus (dont 31 autobus standards et 6 autobus articulés). Ce nouveau centre de maintenance a été créé en même temps que celui du centre de maintenance principal de Lieusaint afin de pouvoir accueillir les autres véhicules restants, ne pouvant pas être garés dans ce dernier, faute de places. Le centre de maintenance de Cesson a aussi été construit dans le but d'avoir une meilleure organisation du réseau concernant les prises et les fins de services.
Le troisième et dernier centre de maintenance et de remisage des autobus et autocars de l'établissement, le plus ancien, se situe sur la commune de Combs-la-Ville. Cet atelier permet l'entretien de 21 bus (dont 13 autobus standards et 8 autobus articulés). C'est d'ailleurs la filiale de Transdev, TCC (Transports en Commun de Combs-la-Ville), qui s'occupe de l'entretien et du remisage des autobus.

## Dépôts
Les adresses des différents dépôts de l'établissement sont les suivantes :
- Transdev, rue René Cassin, 77127 Lieusaint ;
- Transdev, rue du Moulin à Vent, 77240 Cesson ;
- Filiale TCC (Transports en Commun de Combs-la-Ville), rue Jean Rostand, 77380 Combs-la-Ville.

## Caractéristiques de l'établissement

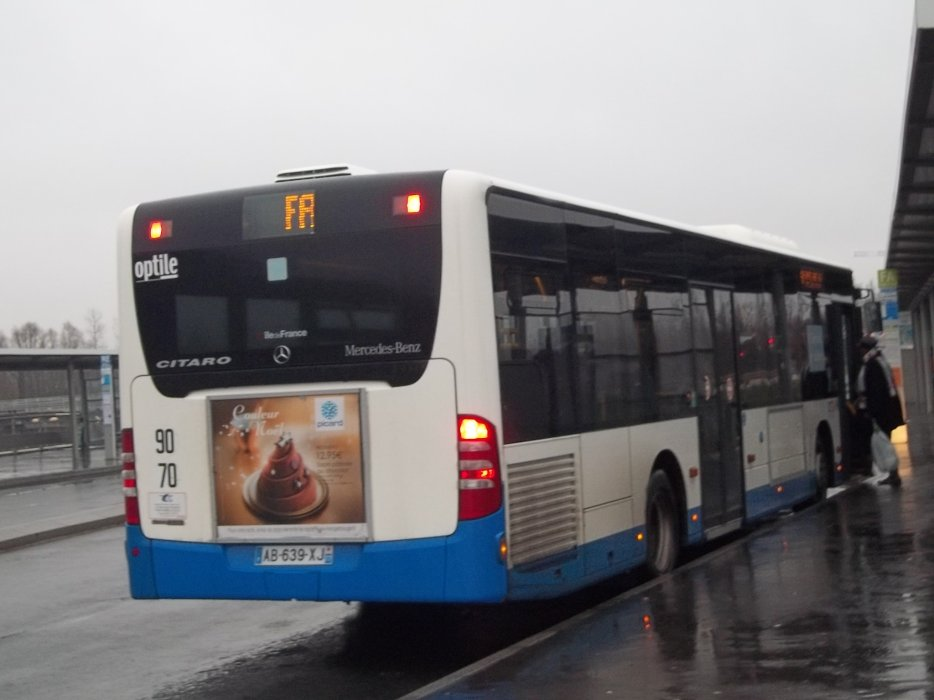
Mercedes - Benz Citaro II sur la ligne FA à la gare de Lieusaint - Moissy.

Les caractéristiques du réseau (données au 16 décembre 2016) sont[réf. nécessaire] :
- environ huit millions de voyageurs par an (35 000 voyageurs par jour) ;
- 30 communes desservies dont 12 dans l'agglomération de Sénart ;
- 10 gares desservies dont 9 gares RER incluant une gare RER-TGV, ainsi qu'une gare du réseau Transilien ;
- 13 stations desservies dont 8 stations de tramway et 5 stations de métro ;
- 42 lignes ;
- environ 310 points d'arrêts ;
- environ 280 km de lignes ;
- environ 4 570 000 kilomètres parcourus par an ;
- 108 véhicules parcourant tout le réseau ;
- 326 salariés dont 251 conducteurs.

## Statut administratif
L'établissement est géré par la société (Transdev) et une filiale (TCC). Il dispose de trois dépôts.
La société Transdev possède deux dépôts :
- le premier à Lieusaint, où se trouve le principal siège social de l'établissement, exploite une grande partie des lignes du réseau situées en Seine-et-Marne, toutes les lignes situées en Essonne, toutes les lignes du réseau Sénart Express ainsi que la ligne T Zen 1 ;
- le second à Cesson exploite une petite partie des lignes du réseau situées en Seine-et-Marne (majoritairement au sud du réseau).

TCC (Transports en commun de Combs-la-Ville), filiale de Transdev, est située à Combs-la-Ville. Elle y possède un seul dépôt à partir duquel sont exploitées toutes les lignes situées dans le secteur de Combs-la-Ville et ses environs en Seine-et-Marne